# Армения (Белиз)
Армения (англ. Armenia) — село в Белизе, в округе Кайо, в 8 км к югу от столицы республики — города Бельмопан.

## История
Первыми поселенцами в этом районе были беженцы из Гватемалы, Сальвадора, Гондураса, пытающиеся избежать гражданской войны.

## География
Село находится в предгорьях хребта Майя и окружено джунглями. Автомобильными дорогами село соединено со столицей и расположенным на юго-западе от него национальным парком Сейнт Херманс Блу Хол.

## Население
Население составляет более 1000 человек. Основные жители: испанцы, метисы и майя.